# Pohled
Pohled (deutsch Frauental, auch Frauenthal) ist eine Gemeinde in Tschechien. Sie liegt fünf Kilometer östlich von Havlíčkův Brod  an der Sázava und gehört zum Okres Havlíčkův Brod.

## Geographie
Der Ort befindet sich am rechten Ufer der Sázava in der Böhmisch-Mährischen Höhe. Durch Pohled führt die Staatsstraße 19 sowie die Eisenbahn von Havlíčkův Brod nach Žďár nad Sázavou. Nördlich des Dorfes zweigt die Staatsstraße 34 nach Hlinsko ab.
Nachbarorte sind Ždírec und Jilemník im Norden, Svatá Anna und Krátká Ves im Norden, Simtany und Stříbrné Hory im Osten, Utín und Dlouhá Ves im Südosten, Bartoušov im Süden, Mírovka und Herlify im Südosten, Termesivy und Havlíčkův Brod im Westen sowie Dvorce und Rouštany im Nordwesten.

## Geschichte
In der Mitte des 13. Jahrhunderts gehörte das Gebiet Smil von Lichtenburg, der durch den Silberbergbau in der Umgebung zu großem Reichtum gelangt war. 1265 stiftete Uta von Chovan die der Jungfrau Maria geweihte Pfarrkirche, um die das Kloster Vallis Sancta Mariae angelegt wurde. Die geistliche Betreuung der Kirche erfolgte durch die Deutschordensritter in Přibyslav. 1267 erhielten Uta und ihre Schwester Ludmilla das Patronat über die Kirche und kauften von Smil von Lichtenburg das Dorf Pohled. Zum Ende des 13. Jahrhunderts entstand durch die Herren von Ronow auf Přibyslav ein Handelsweg, der die Sasau querte und von Mähren nach Böhmen durch Frauental führte.
Das Zisterzienserinnenkloster Der Lieben Frauen Tal blieb eines der kleineren Klöster des Ordens in Böhmen und wurde mehrfach ausgeplündert. 1424 brannten es die Hussiten unter Jan Žižka nieder, weil die ungebetenen Gäste von den Schwestern mit vergifteten Speisen bewirtet sein sollen.
Während des Dreißigjährigen Krieges fielen 1639 die Schweden unter General Adam von Pfuel und 1645 nach der Schlacht bei Jankau unter General Torstensson ein und plünderten Dorf und Kloster. Im Jahre 1722 brach in Frauental die Pest aus, an der 100 Einwohner verstarben. Zur Beerdigung der Toten wurde nördlich weit außerhalb des Dorfes der Pestfriedhof bei der Hl. Anna angelegt, der bis 1772 für Begräbnisse genutzt wurde. 1782 wurde das Kloster durch Kaiser Joseph II. säkularisiert, jedoch lebten dort noch zehn Jahre Karmelitinnen. Das Gut Frauenthal und Termeshöfen wies er dem Religionsfonds zu.
Bis 1807 wurde das Gut von der k.k. böhmischen Staatsgüteradministration verwaltet, danach öffentlich versteigert und an Joseph Graf von Unwerth verkauft. Dieser ließ die als Textilmanufaktur genutzten Klostergebäude zum klassizistischen Schloss umbauen. Nach dessen Tod erbte 1822 Eugen Graf Silva-Tarouca-Unwerth den Besitz.
Nach der Ablösung der Patrimonialherrschaften im Jahre 1848 wurde Frauenthal eine selbstständige Gemeinde. 1868 verwüstete ein Brand die Häuserzeile an der Brennerei. 1872 wurde Frauental vom Marktflecken erhoben. 1890 lebten in dem Ort 647 Einwohner, von denen 338 Deutsche waren. 1910 hatte Frauental 834 Einwohner, davon 240 Deutsche und 1930 waren es 788, von denen nur noch 16 Deutsche waren. Bezirks- und Gerichtssitz war Německý Brod. Frauental markierte das nördliche Ende der Iglauer Sprachinsel.
Nach der deutschen Besetzung der Tschechoslowakei wurde Frauental in den Bezirk Iglau umgegliedert und zum deutschsprachigen Ort erklärt, obwohl der deutsche Bevölkerungsanteil während der Ersten Republik durch Fortzug zu einer Minderheit geworden war. Ab 1940 wurde die Zweisprachigkeit abgeschafft. Beschilderungen erfolgten nur noch in Deutsch. Nach dem Zweiten Weltkrieg wurde das Schloss verstaatlicht und 1949 an die Gemeinde verkauft.

## Ortsgliederung
Die Gemeinde Pohled besteht aus den Ortsteilen Pohled (Frauental) und Simtany (Siebentann) sowie der Siedlung Rouštany (Rauchstein) und dem Weiler Svatá Anna (St. Anna).

## Sehenswürdigkeiten
- Schloss Pohled, früheres Kloster und im 19. Jahrhundert zum Schloss umgebaut, seit den 1980er Jahren als Schule genutzt. Das Schloss wurde umgeben von einem dreiteiligen Schlosspark mit wertvollem Baubestand
- Klosterkirche St. Andreas, errichtet um 1265, 1693 erfolgte der Anbau der Allerheiligenkapelle. In der Kirche befindet sich die vom Bildhauer Wenzel Prachner gestaltete Grablege der Anna Gräfin von Unwerth aus dem Jahre 1816 sowie zwei geschnitzte Christusfiguren des Bildhauers Ignaz Rohrbach
- frühere Propstei, 1714 nach Plänen von Johann Blasius Santini-Aichl errichtet
- Wallfahrtskirche St. Anna in Svatá Anna, 1766 erbaut nach alten Plänen von Johann Blasius Santini-Aichl
- Burgstall Hadrburg bzw. Raubštejn bei Rouštány